# Gliese 581 b
Gliese 581 b és un planeta extrasolar que orbita al voltant de l'estrella nana roja Gliese 581.

## Descobriment
Va ser descobert per un equip d'astrònoms suïssos i francesos, al 22 d'agost del 2005. El mètode que es va utilitzar per descobrir-lo, la velocitat radial, consisteix a mesurar la influència de la gravetat del planeta en el seu estel. Amb aquest mètode, normalment, es descobreixen gegants gasosos que tenen una massa similar a la de Júpiter, però, gràcies al telescopi de gran precisió HARPS, s'han descobert planetes amb una massa inferior a la del gegant del sistema solar. Aquest és el cas de Gliese 581 b.

## Característiques
Aquest planeta extrasolar, té una massa similar a la del planeta Neptú, és a dir, unes 16 vegades la massa de la Terra. A causa de la seva proximitat a l'estrella al voltant de la qual orbita, 0,041 AU (només 7 milions de km), se sobreescalfa en unes temperatures entre 423 i 823 K. També, per la seva proximitat al seu estel, el seu període de translació o període orbital, només triga 5,4 dies terrestres aproximadament. Pertany a un sistema planetari amb tres companys més: Gliese 581 e, Gliese 581 c, i Gliese 581 d. Està situat a la constel·lació de la Balança, a aproximadament 20,3 anys llum, que serien estimadament uns 6,2 parsecs.